# Elegy (film)
Elegy is een Amerikaanse romantische dramafilm uit 2008, geregisseerd door Isabel Coixet en geproduceerd door Tom Rosenberg en Gary Lucches. De hoofdrollen worden vertolkt door Penélope Cruz, Ben Kingsley en Dennis Hopper.

## Verhaal
Het leven van de gevierde hoogleraar David Kepesh (Ben Kingsley) wordt op zijn kop gezet als hij een romance begint met de mooie studente Consuela (Penélope Cruz). Door deze romance wordt zijn leven een complete chaos.

## Rolbezetting
| Acteur                 | Personage               |
| ---------------------- | ----------------------- |
| Penélope Cruz          | Consuela Castillo       |
| Ben Kingsley           | David Kepesh            |
| Dennis Hopper          | George O'Hearn          |
| Patricia Clarkson      | Carolyn                 |
| Chelah Horsdal         | Susan Reese             |
| Peter Sarsgaard        | Kenneth Kepesh          |
| Deborah Harry          | Amy O'Hearn             |
| Charlie Rose           | Charlie Rose            |
| Antonio Cupo           | Jonge man               |
| Michelle Harrison      | 2de student             |
| Sonja Bennett          | Beth                    |
| Emily Holmes           | 1ste student            |
| Marci T. House         | Administratiezuster     |
| Alessandro Juliani     | Acteur die speelt #3    |
| Tiffany Lyndall-Knight | Acteur die speelt #2    |
| Laura Mennell          | Schattig meisje         |
| Andre Lamal            | Praatprogramma gastheer |
| Shaker Paleja          | 3de student             |
| Kris Pope              | Consuela's broer        |
| Julian Richings        | Acteur die speelt #1    |
| Tania Saulnier         | George' vriendin        |
| Michael Teigen         | Ober                    |